# Boston Celtics 1975-1976
La stagione 1975-76 dei Boston Celtics fu la 30ª nella NBA per la franchigia.
I Boston Celtics vinsero la Atlantic Division della Eastern Conference con un record di 54-28. Nei play-off vinsero la semifinale di conference con i Buffalo Braves (4-2), la finale di conference con i Cleveland Cavaliers (4-2), vincendo poi il titolo battendo nella finale NBA i Phoenix Suns (4-2).

## Eastern Conference
| Squadra            | V  | P  | %    | GB |
| ------------------ | -- | -- | ---- | -- |
| Boston Celtics C   | 54 | 28 | 65,9 | -  |
| Buffalo Braves     | 46 | 36 | 56,1 | 8  |
| Philadelphia 76ers | 46 | 36 | 56,1 | 8  |
| N.Y. Knicks        | 38 | 44 | 46,3 | 16 |

## Roster
| \| Pos. \| Num. \| Naz. \| Nome \| Altezza \| Peso \| Data nascita \| Provenienza \| \| ---- \| ---- \| ---- \| ---------------- \| ------- \| ------ \| ------------ \| ----------------- \| \| G \| 42 \| \| Anderson, Jerome \| 196 cm \| 88 kg \| 09-10-1953 \| West Virginia \| \| A/C \| 34 \| \| Ard, Jim \| 203 cm \| 98 kg \| 19-09-1948 \| Cincinnati \| \| A/C \| 31 \| \| Boswell, Tom \| 206 cm \| 100 kg \| 02-10-1953 \| South Carolina \| \| A/C \| 18 \| \| Cowens, Dave \| 206 cm \| 104 kg \| 25-10-1948 \| Florida State \| \| G/AP \| 17 \| \| Havlicek, John \| 196 cm \| 92 kg \| 08-04-1940 \| Ohio State \| \| A/C \| 33 \| \| Kuberski, Steve \| 203 cm \| 98 kg \| 06-11-1947 \| Bradley \| \| G/AP \| 30 \| \| McDonald, Glenn \| 198 cm \| 86 kg \| 18-03-1952 \| Long Beach State \| \| A \| 19 \| \| Nelson, Don \| 198 cm \| 95 kg \| 15-05-1940 \| Iowa \| \| G/AP \| 11 \| \| Scott, Charlie \| 196 cm \| 79 kg \| 15-12-1948 \| North Carolina \| \| A \| 32 \| \| Searcy, Ed \| 198 cm \| 95 kg \| 17-04-1952 \| St. John's Redmen \| \| A/C \| 35 \| \| Silas, Paul \| 201 cm \| 100 kg \| 12-07-1943 \| Creighton \| \| G \| 27 \| \| Stacom, Kevin \| 191 cm \| 84 kg \| 04-09-1951 \| Providence \| \| G \| 10 \| \| White, Jo Jo \| 191 cm \| 86 kg \| 16-11-1946 \| Kansas \| | Allenatore - Tom Heinsohn Assistente/i - John Killilea - Frank Challant - Mark Volk Legenda - (C) Capitano - (FA) Free agent - (S) Sospeso - (TW) Contratto Two-way - (GL) Assegnato a squadra G League affiliata - Infortunato Roster • Transazioni · Ultima transazione: 8 giugno 1976 |                        |                  |         |        |              |                   |
| Pos. | Num. | Naz.                   | Nome             | Altezza | Peso   | Data nascita | Provenienza       |
| G | 42 | Stati Uniti (bandiera) | Anderson, Jerome | 196 cm  | 88 kg  | 09-10-1953   | West Virginia     |
| A/C | 34 | Stati Uniti (bandiera) | Ard, Jim         | 203 cm  | 98 kg  | 19-09-1948   | Cincinnati        |
| A/C | 31 | Stati Uniti (bandiera) | Boswell, Tom     | 206 cm  | 100 kg | 02-10-1953   | South Carolina    |
| A/C | 18 | Stati Uniti (bandiera) | Cowens, Dave     | 206 cm  | 104 kg | 25-10-1948   | Florida State     |
| G/AP | 17 | Stati Uniti (bandiera) | Havlicek, John   | 196 cm  | 92 kg  | 08-04-1940   | Ohio State        |
| A/C | 33 | Stati Uniti (bandiera) | Kuberski, Steve  | 203 cm  | 98 kg  | 06-11-1947   | Bradley           |
| G/AP | 30 | Stati Uniti (bandiera) | McDonald, Glenn  | 198 cm  | 86 kg  | 18-03-1952   | Long Beach State  |
| A | 19 | Stati Uniti (bandiera) | Nelson, Don      | 198 cm  | 95 kg  | 15-05-1940   | Iowa              |
| G/AP | 11 | Stati Uniti (bandiera) | Scott, Charlie   | 196 cm  | 79 kg  | 15-12-1948   | North Carolina    |
| A | 32 | Stati Uniti (bandiera) | Searcy, Ed       | 198 cm  | 95 kg  | 17-04-1952   | St. John's Redmen |
| A/C | 35 | Stati Uniti (bandiera) | Silas, Paul      | 201 cm  | 100 kg | 12-07-1943   | Creighton         |
| G | 27 | Stati Uniti (bandiera) | Stacom, Kevin    | 191 cm  | 84 kg  | 04-09-1951   | Providence        |
| G | 10 | Stati Uniti (bandiera) | White, Jo Jo     | 191 cm  | 86 kg  | 16-11-1946   | Kansas            |